# 代杜利亚乌帕齐拉
代杜利亚是孟加拉国的一个乌帕齐拉，位于朗布尔专区的班乔戈尔县。

## 地理
代杜利亚乌帕齐拉位于孟加拉国最北端，其东、西、北部均与印度接壤，东南部与班乔戈尔沙达尔乌帕齐拉相邻。

## 人口
据1991年孟加拉国人口普查，代杜利亚乌帕齐拉共有86760人，其中男性占比51.52%，女性占比48.48%，成年人口为42021。该地七岁以上人口之平均识字率为25.5%，低于全国平均水平（32.4%）。